# Teatro Ideal Polistilo
El teatro Ideal Polistilo fue un teatro de verano de la ciudad española de Madrid, localizado en el barrio de Salamanca, en la calle Villanueva n.º 28, a donde se trasladó en 1906. Fue construido por el arquitecto Eduardo Reynals, con un estilo «modernista centroeuropeo», terminaría contando con un cinematógrafo y una pista de patinaje, esta última se inauguró el 22 de enero de 1915.

## Teatropolivalente
Aunque Augusto Martínez, autor de Los teatros de Madrid. Anecdotario de la farándula madrileña (1947) lo describió como un «lindo teatrito, era pequeño y duró poco», en él se celebraron populares veladas de boxeo, como las protagonizadas por el campeón nacional profesional —en las categorías de peso Wélter y peso Medio— "Ino" (Inocencio Pérez, "La esperanza madrileña"), entre 1926 y 1929. En el Ideal Polistilo, el 6 de diciembre de 1913, pronunció Manuel Azaña, a su regreso de París su primera conferencia como propagandista del reformismo español. Y en los salones del local se celebraron elegantes cotillones, amén de los habituales sainetes, astracanadas de Pedro Muñoz Seca y Pedro Pérez Fernández, y de los populares pases del nuevo cinematógrafo.